# Terence Dials
Terence Dials, né le 15 juillet 1983 à Détroit (États-Unis), est un joueur de basket-ball professionnel américain. Il mesure 2,06 m.

## Biographie
Il effectue ses années de high school à Boardman HS avant de rejoindre les Ohio State Buckeyes. Après des moyennes de 6,7 points et 6,7 rebonds, il connait une fracture de fatigue la saison suivante où il ne dispute que six rencontres. Il bénéficie du statut de redshirt qui lui permet de disputer trois autres années. Lors de celles-ci, ses statistiques progressent respectivement de 10,4 à 15,0 points en passant par 15,9 points au niveau des points, et 6,6 à 8,03 rebonds (7,90 en 2005). Lors de sa dernière saison il est nommé joueur de l'année de la Big Ten Conference (Big Ten Player of the Year).
Non sélectionné lors de la draft 2006 de la NBA, il rejoint l'Europe. Il évolue à Orléans, saison où il obtient un titre de meilleur joueur du mois de novembre de la Pro A. Il passe ensuite par Pau Orthez puis revient à Orléans.
Il signe en Pro B à Hyères-Toulon pour la saison 2012-2013 avant de signer pour la troisième fois de sa carrière à Orléans en Pro A, en avril 2013, en tant que pigiste médical de Brandon Hunter.

## Palmarès
- Élu MVP du mois de novembre 2006 avec Orléans
- Sélectionné dans l'équipe américaine du All-Star Game LNB 2006 avec Orléans
- Élu joueur de l'année de la Big Ten Conference (Big Ten Player of the Year)